# Guyana aux Jeux olympiques d'été de 2016
La Guyana participe aux Jeux olympiques d'été de 2016 à Rio de Janeiro au Brésil du 5 août au 21 août. Il s'agit de sa 18e participation à des Jeux d'été.

## Athlétisme

### Homme

#### Course
| Athlètes       | Compétitions | Série   | Série | Demi-Finales | Demi-Finales | Finale  | Finale  |
| -------------- | ------------ | ------- | ----- | ------------ | ------------ | ------- | ------- |
| Athlètes       | Compétitions | Temps   | Rang  | Temps        | Rang         | Temps   | Rang    |
| Winston George | 400 mètres   | 45 s 77 | 5e    | Eliminé      | Eliminé      | Eliminé | Eliminé |

#### Concours
| Athlètes   | Compétitions | Série    | Série | Finale   | Finale |
| ---------- | ------------ | -------- | ----- | -------- | ------ |
| Athlètes   | Compétitions | Résultat | Rang  | Résultat | Rang   |
| Troy Doris | Triple saut  | 16,81 m  | 6e    | 16,90 m  | 7e     |

### Femme

#### Course
| Athlètes          | Compétitions | Série   | Série | Demi-Finales | Demi-Finales | Finale   | Finale   |
| ----------------- | ------------ | ------- | ----- | ------------ | ------------ | -------- | -------- |
| Athlètes          | Compétitions | Temps   | Rang  | Temps        | Rang         | Temps    | Rang     |
| Brenessa Thompson | 100 mètres   | 11 s 72 | 7e    | Éliminée     | Éliminée     | Éliminée | Éliminée |
| Brenessa Thompson | 200 mètres   | 23 s 65 | 7e    | Éliminée     | Éliminée     | Éliminée | Éliminée |
| Aliyah Abrams     | 400 mètres   | 52 s 79 | 5e    | Éliminée     | Éliminée     | Éliminée | Éliminée |